# Gerry Schum
Gerry Schum, de son vrai nom Gerhard Alexander Schum (15 septembre 1938 à Cologne - † 23 mars 1973 à Düsseldorf), est un cadreur allemand qui s'est lancé dans la réalisation et la production de films et de vidéos d'artiste. 
En 1958 il entame des études de médecine à Munich mais change de voie en 1961 et se lance dans des études de cinéma.
Il est l'inventeur et le producteur de la Fernsehgalerie, une galerie télévisuelle qui a diffusé de l'art entre 1969 et 1970 sur les chaines de la télévision allemande, et a participé à la promotion de la dénomination Land art avec son exposition télévisuelle éponyme de 1969: Land Art. 
Gerry Schum  est l'un des premiers à avoir utilisé la télévision à des fins artistiques. Ce nouveau médium permettait, selon lui, de sortir des circuits traditionnels de diffusion de l'art et de présenter des artistes d'avant-garde à un public plus large. 

## Land Art
L'émission Land Art fut diffusée par la Fernsehgalerie le 15 avril 1969, à 22h40, sur la chaîne de télévision berlinoise Sender Freies Berlin. Le programme, d'une durée totale de 38 minutes, présentait des réalisations de huit artistes majeurs de cette tendance artistique : quatre américains, deux britanniques et deux néerlandais. Il n'y avait pas un mot de commentaire. Seul un banc-titre annonçait, avant chaque contribution, le nom de l'artiste, le titre du film, le lieu et la date de tournage. Avant le début de l'émission, fut diffusée une courte séquence montrant des images du vernissage dans le studio de télévision, ce qui ne laissait aucun doute sur l'intention de Schum que ce programme constituait à ses yeux une véritable exposition, dont les films étaient les œuvres.

Détail du programme :

- Richard Long, Walking A Straight 10 Miles Forward And Back Shooting Every Half Mile, Dartmoor, Angleterre, 20 janvier 1969, 16 mm, 6:03 minutes.
- Barry Flanagan, A Hole in the Sea, Scheveningen, Pays-Bas, février 1969, 16 mm, 3:44 minutes.
- Dennis Oppenheim, Timetrack Following the Time, Border Between Canada and USA, Fort Kent, 17 mars 1969, Canada 14 heures / USA 15 heures, 16 mm, 2:06 minutes.
- Robert Smithson, Fossil Quarry Mirror with Four Mirror Displacements, Cayuga Lake Region, État de New York, mars 1969, 16 mm, 3:12 minutes.
- Marinus Boezem, Sand Fountain, Camargue, France, janvier 1969, 16 mm, 4:11 minutes.
- Jan Dibbets, 12 Hours Tide Object with Correction of Perspective, Côte néerlandaise, février 1969, 16 mm, 7:32 minutes.
- Walter De Maria, Two Lines Three Circles on the Desert, Désert de Mojave, Californie, USA, mars 1969, 16 mm, 4:46 minutes.
- Michael Heizer, Coyote, Coyote Dry Lake, Californie, USA, mars 1969, 16 mm, 4:20 minutes.

Michael Heizer retira sa contribution après la première diffusion.

L'exposition Land Art fut le premier jalon de cette aventure artistique et rencontra un succès important : l'émission permit de toucher 3 % de part du marché de l'époque, soit environ 100 000 spectateurs.

## Articles et commentaires d'exposition
- Philippe-Alain Michaud, Prendre place. Gerry Schum et l'histoire de la Fernsehgalerie, Les Cahiers du Musée national d'art moderne, été 2009, p. 68-85  (ISBN 978-2-84426-392-6)]
- Marc de Verneuil, Ready to Shoot: Fernsehgalerie (Galerie télévisuelle) Gerry Schum - Videogalerie Schum, Parachute (revue)[2], avril-juin 2005, p.2 du supplément  (ISSN 0307-9961)]
- Maïté Vissault, La Fernsehgalerie de Gerry Schum, ETC, no. 69, mars-avril-mai 2005, p.69-72  (ISSN 0835-7641)][3]
- Gilles A. Tiberghien, Art, télévision et vidéo, Zeuxis no 17, février 2005, p.36 Positif (magazine)
- Lucile Encrevé, Ready to Shoot: Fernsehgalerie Gerry Schum, 2005[4]
- Jean-David Boussemaer, Pour l'amour de la vidéo : Art, Télévision et Vidéo - Gerry Schum, 2005
- Rutger Pontzen, Net als toen strijkt de zee alles glad, de Volkskrant, 8 février 2009.
- Rutger Pontzen, Comme à l'époque, la mer égalise tout, Observatoire du Land Art, 4 octobre 2009[5].